# Aufinum
Aufīnum è stata una città dei Vestini, localizzata nei pressi  di Capestrano, territorio nel quale è stato rinvenuto il Guerriero di Capestrano.

## Storia
Aufinum viene menzionata da Plinio il Vecchio (iii. 17. s. 12), che annovera gli Aufinati Cismontani tra le comunità dei Vestini. Si afferma che erano uniti ai Peltuinui, ma non è chiaro se sia come municipio o come località.
Il moderno paese di Ofena, pur distante dall'antica città vestina, ne richiama il nome. Fino al VI secolo è stata sede della Diocesi di Aufinum.

## Scavi archeologici

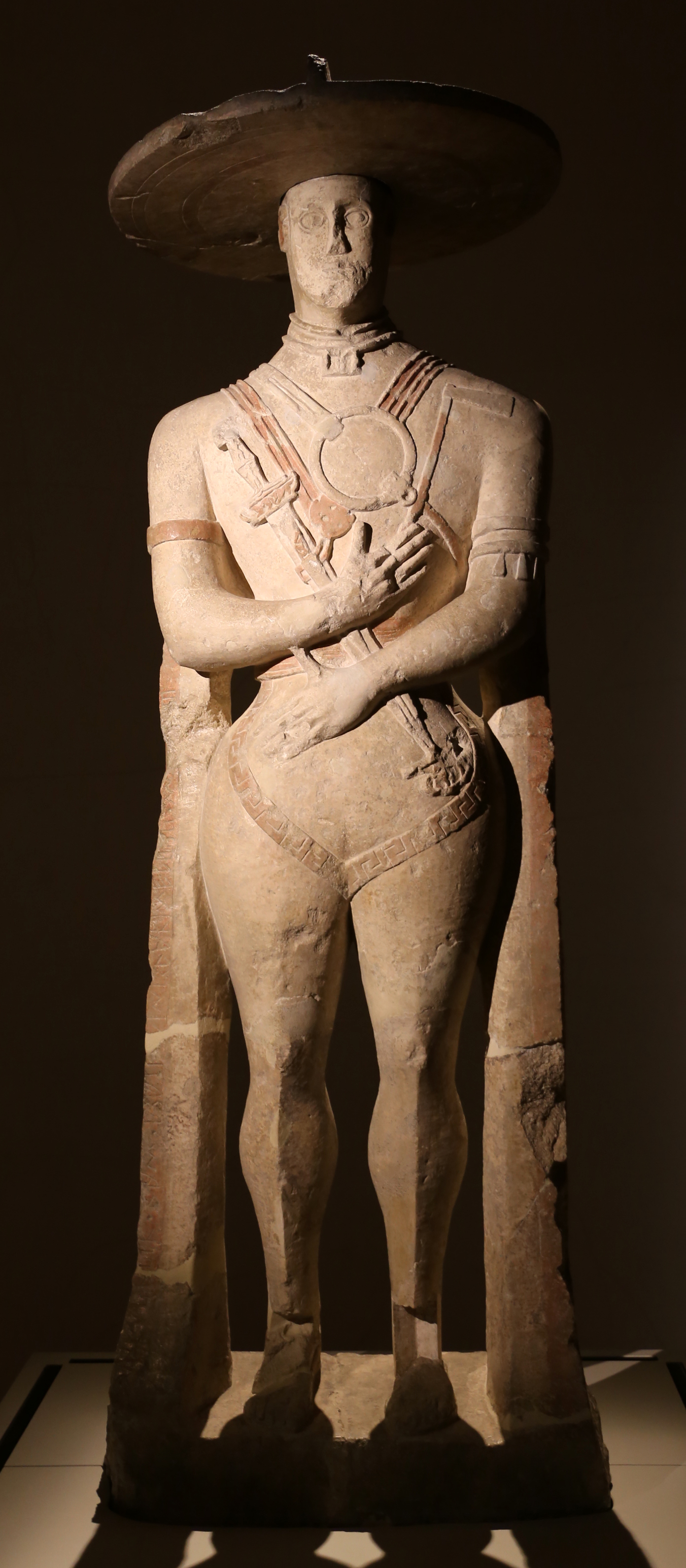
Guerriero di Capestrano

L'area dove si trovava Aufinum è stata oggetto di numerose campagne di scavi archeologici:
- 1934: scavi condotti tra settembre e dicembre da Giuseppe Moretti che hanno portato alla scoperta della Dama e del Guerriero di Capestrano, oltre ad una trentina di tombe risalenti al V-IV sec. a.C.;[2];
- 2003: scavi condotti da Vincenzo d'Ercole in collaborazione con la Soprintendenza per i Beni Archeologici dell’Abruzzo;[3]
- 2012: scavi condotti da Valeria Acconcia dell'Università degli Studi "Gabriele d'Annunzio" in località Fontanelle tra il 4 giugno e il 4 luglio, che hanno riportando alla luce circa 50 sepolture risalenti tra il VII e il II sec. a.C.;[4]
- 2017: scavi condotti a luglio dell'Università di Chieti e di Oxford, che ha portato alla scoperta di reperti che risalgono al VI secolo a.C.[5]